# TV Party (EP)
TV Party es un EP de la banda estadounidense de hardcore punk Black Flag. Este fue lanzado en julio de 1982 por la discográfica SST Records. 
La canción homónima del Extended Play describe un grupo de amigos que no tienen nada mejor que hacer que ver la televisión y tomar cerveza. La televisión es atacada satíricamente como la una productora de estupidez, varios de los nombres de los shows televivisivos más populares de los Estados Unidos son nombrados durante la canción (por ejemplo,That's Incredible!, Quincy, Dallas, los sketch de la ABC's en el show televisivo Fridays y  Hill Street Blues).
La versión original de la canción aparece en el álbum de estudio debut Damaged en 1981, y una tercera versión fue incluida como banda sonora de la película Repo Man en 1984. La versión de Repo Man también apareció en el programa Futurama en el episodio "Bender Should Not Be Allowed on Television" que también contó con una tapa realizada por el elenco de la serie y aparece en los créditos finales.

## Lista de canciones
Todas las canciones escritas y compuestas por Greg Ginn. 
| Side one |            |          |  |
| N.º      | Título     | Duración |  |
| 1.       | «TV Party» | 3:52     |  |

| Side two |                   |          |  |
| N.º      | Título            | Duración |  |
| 1.       | «I've Got to Run» | 1:45     |  |
| 2.       | «My Rules»        | 1:11     |  |

## Créditos
- Henry Rollins - voz
- Greg Ginn - guitarra
- Dez Cadena - guitarra, voz
- Chuck Dukowski - bajo
- Emil Johnson - batería
- Bill Stevenson - Batería en "My Rules" y en "I've Got to Run"

Producción
- Ed Barton - Grabación de "TV Party"
- Black Flag - Producción en My Rules" y "I've Got to Run"
- Jeff Stebbins - Ingeniero
- Glen E. Friedman - fotografía